# Lądowisko Kraków-Kokotów
Lądowisko Kraków-Kokotów (kod ICAO: EPKX) – lądowisko Lotniczego Pogotowia Ratunkowego (LPR) przeznaczone dla śmigłowców ratowniczych znajdujące się w miejscowości Kokotów, powiat wielicki, województwo małopolskie. Lądowisko znajduje się na terenie bazy LPR, która pełni dyżury 24 godziny na dobę.

## Baza Lotniczego Pogotowia Ratunkowego
Krakowska baza LPR do 2022 roku znajdowała się na lotnisku komunikacyjnym Kraków Balice, ale ze względu na rozbudowę tego portu lotniczego konieczne było jej przeniesienie. W 2022 roku bazę przeniesiono do Kokotowa w pobliżu autostrady A4, gdzie wybudowano nowy budynek z lądowiskiem dla śmigłowców. Na terenie bazy LPR w Kokotowie znajduje się jeden budynek w którym mieszczą się pomieszczenie operacyjne dyspozytora, pomieszczenie socjalne, magazyn oraz hangar. Baza w Kokotowie wyposażona jest także w specjalną platformę do transportu śmigłowca z hangaru na miejsce startu. Lądowisko jest ogrodzone, wyposażone w oświetlenie nawigacyjne i rękawy wskazujące kierunek wiatru. Lądowisko przeznaczone jest do wykonywania całodobowych startów i lądowań śmigłowców sanitarnych i ratowniczych, posiada dwie strefy przyziemienia TLOF (ang. Touch-down and Lift-Off), strefy te wyznacza okrąg o nawierzchni utwardzonej (sztucznej). Wyznaczono także pole wzlotów ze strefą podejścia końcowego do lądowania FATO (ang. Final Approach and Take Off area) o wymiarach 25 × 25 m (powierzchnia trawiasta, nieutwardzona). W 2022 lądowisko zostało wpisane do ewidencji lądowisk w Urzędzie Lotnictwa Cywilnego pod numerem 75.

## Dane lądowiska
Dane operacyjne lądowiska „Kokotów” (Ratownik 6):
- Współrzędne geograficzne punktu odniesienia (WGS – 84):
  - Szerokość geograficzna 50°01'22"N
  - Długość geograficzna 020°04'13"E
- Wymiary pasa startowego:
- Strefa startu i lądowania śmigłowca FATO: długość 25 m, szerokość 25 m
- Miejsca przyziemienia: betonowa, sztuczna nawierzchnia
- TLOF 1 – okrąg o średnicy zewnętrznej 10,5 m, strefa ta została zlokalizowana na rampie z przesuwnicą transportową
- TLOF 2 – okrąg o średnicy zewnętrznej 15 m
- Główny kierunek startu (podejścia): 238 / 058 GEO

## Galeria

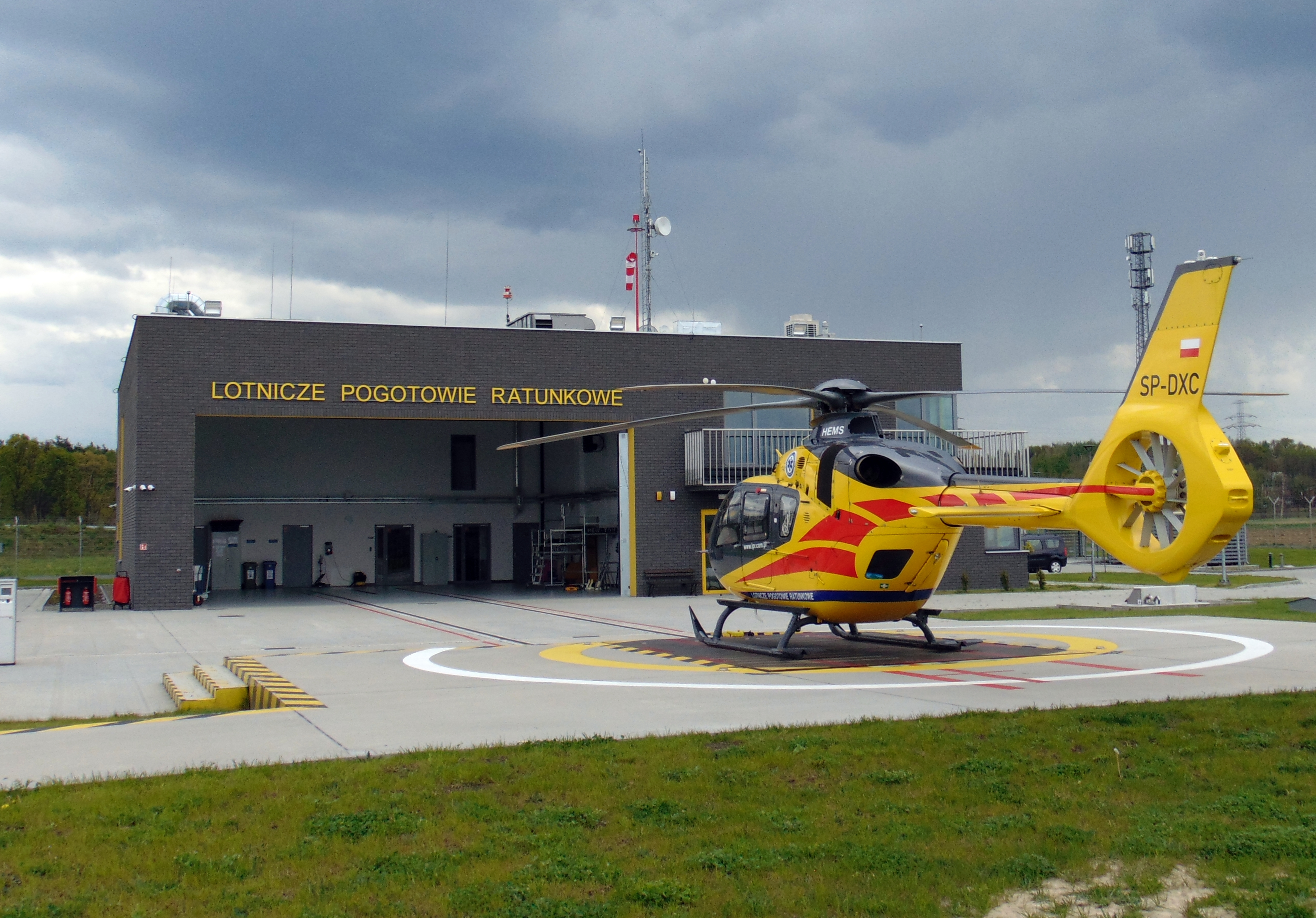
Śmigłowiec EC 135 w strefie startu (TLOF 1)
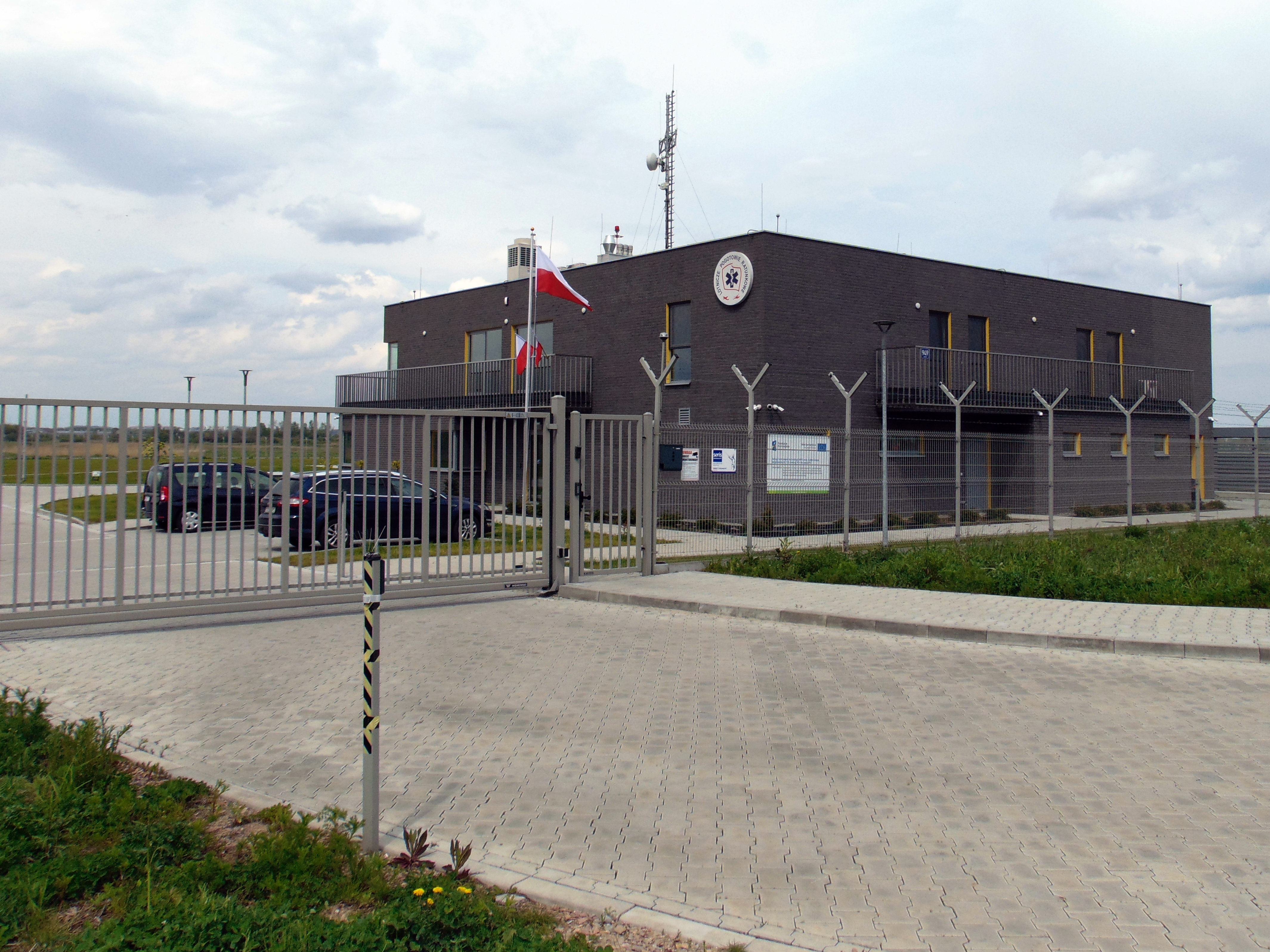
Baza LPR w Kokotowie, brama wjazdowa
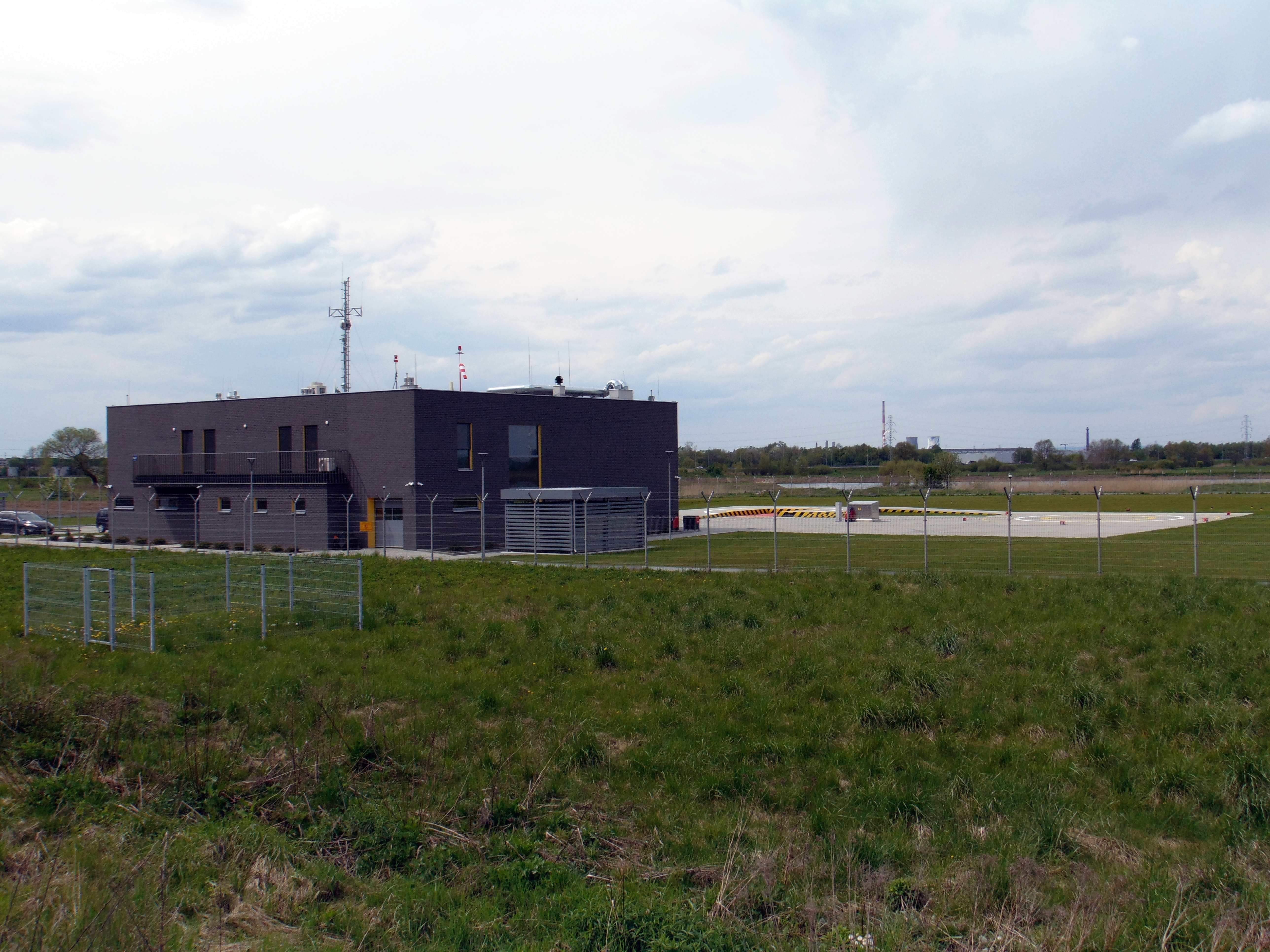
Lądowisko w Kokotowie, strefy przyziemienia dla śmigłowców
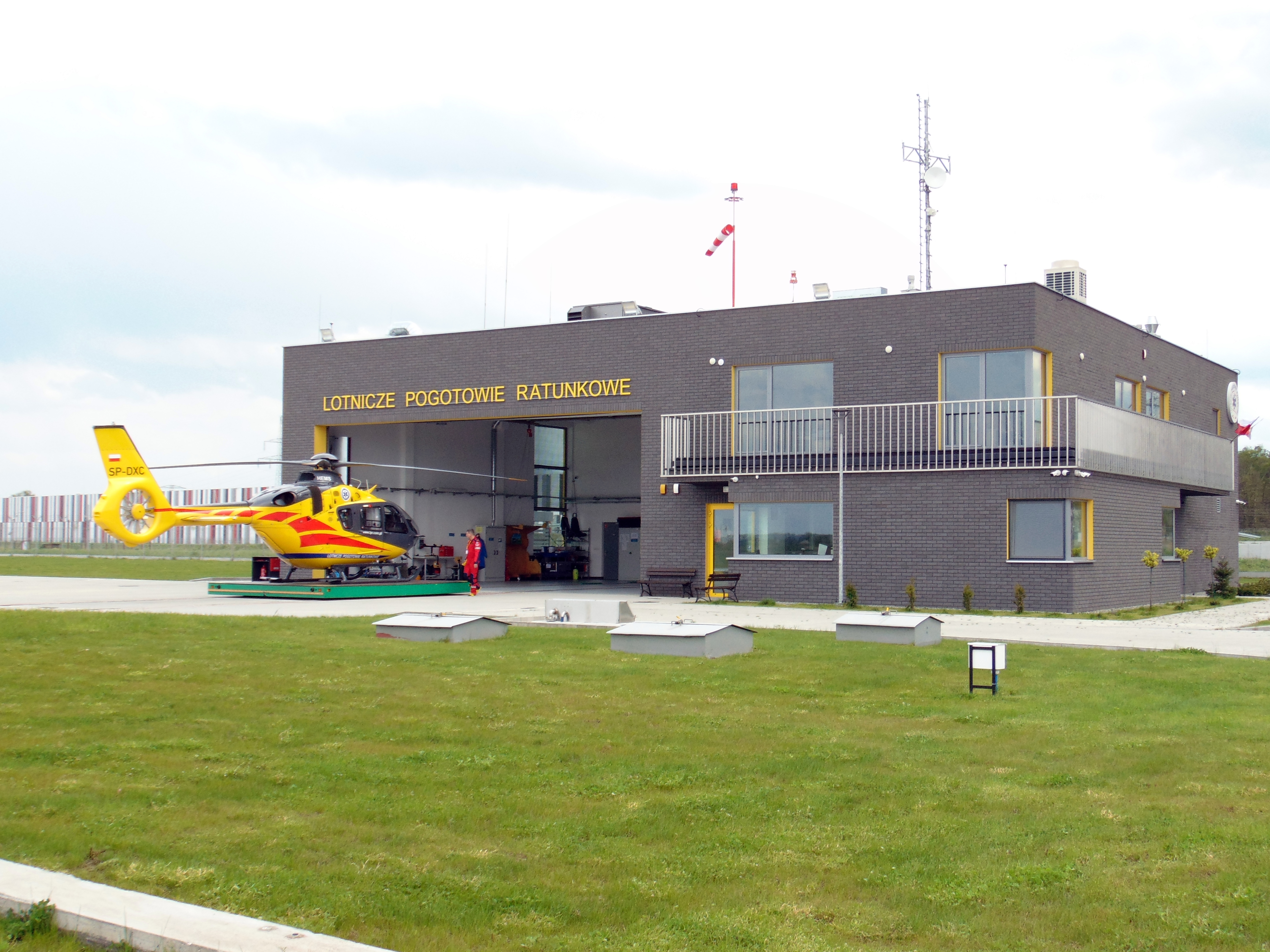
Śmigłowiec wyjeżdża z hangaru na platformie transportowej